# Barão da Ribeira de Sabrosa
Barão da Ribeira de Sabrosa, frequentemente simplificado em Barão de Sabrosa, é um título nobiliárquico criado por D. Maria II de Portugal, por Decreto de 22 de Setembro de 1835, em favor de Rodrigo Pinto Pizarro Pimentel de Almeida Carvalhais.
Titulares
1. Rodrigo Pinto Pizarro Pimentel de Almeida Carvalhais, 1.° Barão da Ribeira de Sabrosa.